# Lovrečan (żupania varażdińska)
Lovrečan – wieś w Chorwacji, w żupanii varażdińskiej, w mieście Ivanec. W 2011 roku liczyła 490 mieszkańców.